# فرد شميت
فرد شميت (بالإنجليزية: Fred Schmidt) هو سباح أمريكي، ولد في 23 أكتوبر 1943 في إيفانستون في الولايات المتحدة.

## وصلات خارجية
- فرد شميت على موقع الاتحاد الدولي للسباحة (الإنجليزية)
- فرد شميت على موقع أوليمبيديا (الإنجليزية)